# Jon Risfelt
Jon Risfelt, född 1961, var tidigare VD i Nyman & Schultz/American Express, Europolitan samt Gambro Renal. 
Jon Risfelt bedriver idag egen verksamhet med fokus på styrelsearbete samt rådgivning och mentorskap. I dagsläget är han aktiv bl. a. i styrelserna för Bilia, Knowit, Braganza, Ticket Biz, Ortivus och Dialect och har tidigare varit styrelsemedlem eller ordförande i bland annat TeliaSonera, ENEA, Svensk Fastighetsförmedling, Wayfinder, C3 Technologies, Xponcard, Cybercom och Mawell.
Han tog 1985 en civilingenjörexamen från KTH, med inriktning på kemiteknik.